# Ken Doherty
Ken Doherty (Ranelagh, Irlanda, 17 de septiembre de 1969) es un jugador profesional de snooker, comentarista y presentador de radio irlandés.
Desde que se hizo profesional en 1990, ha ganado un total de seis torneos, incluyendo el Campeonato Mundial de 1997, en cuya final se impuso a Stephen Hendry. Asimismo, alcanzó las finales de 1998 y 2003, en las que cayó derrotado ante John Higgins y Mark Williams, respectivamente. También ha logrado alcanzar la final, a lo largo de su carrera, en el Campeonato del Reino Unido (1994, 2001 y 2002), y en el Masters (1999 y 2000).
Destaca por su táctica y ha conseguido más de trescientas centenas.